# Athanasius Schneider

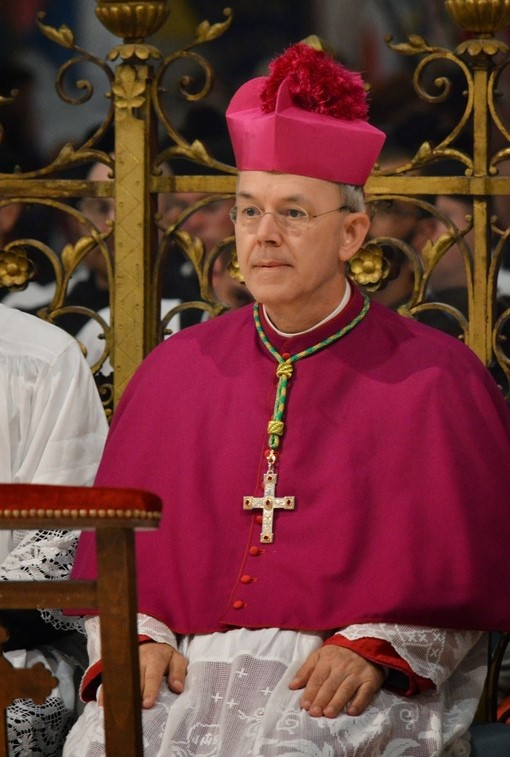
Athanasius Schneider

Wappen von Athanasius Schneider

Athanasius Schneider ORC (* 7. April 1961 in Tokmok als Antonius Schneider) ist Weihbischof im römisch-katholischen Erzbistum der Allerheiligsten Jungfrau Maria zu Astana in Kasachstan.

## Leben
Antonius Schneider wurde als jüngstes von vier Kindern in eine schwarzmeerdeutsche Familie geboren. Seine Eltern Josef Schneider und Maria geb. Trautmann waren nach dem Zweiten Weltkrieg als sowjetische Internierte von Berlin in den Ural verschleppt worden. 1969 siedelte die Familie nach Valga in Estland über, wo Antonius die russische Schule besuchte, bis die Familie 1973 nach Deutschland ausreisen konnte und sich in Rottweil in Baden-Württemberg niederließ. Nach dem Abitur 1982 trat er im selben Jahr in den das Engelwerk führenden Orden der Regularkanoniker vom Heiligen Kreuz (Kreuzorden) auf der Burg St. Petersberg bei Silz in Tirol ein und nahm den Ordensnamen Athanasius an. Von 1984 bis 1990 studierte er Philosophie und Theologie an der ordenseigenen Hochschule Institutum Sapientiæ im brasilianischen Anápolis. Das Sakrament der Priesterweihe empfing er am 25. März 1990 durch den Bischof von Anápolis, Dom Manuel Pestana Filho. Danach war er ein Jahr in der Seelsorge in Aparecida tätig und gleichzeitig Spiritual des dortigen Klosters des Ordens.
Schneider studierte von 1991 bis 1993 Patristik in Rom, erwarb 1993 das Lizenziat an der Dominikaner-Universität Angelicum und gab danach Vorlesungen an der ordenseigenen Hochschule in Anápolis/Brasilien über die Kirchenväter. Den Doktorgrad erwarb er 1997 durch seine Dissertation am Augustinianum in Rom bei den Professoren Prosper Grech und Vittorino Grossi über den Hirten des Hermas. Von 1993 bis 2001 war er in der Ordensleitung in Rom als Generalrat tätig. Ab 1999 gab er theologische Gastvorlesungen am Priesterseminar im kasachischen Karaganda, wohin er 2001 übersiedelte und zum Spiritual und Direktor der Studien wurde.
Im Oktober 2005 nahm er an der Bischofssynode in Rom über die Eucharistie teil und sprach über seine eucharistischen Erfahrungen im ehemaligen Kommunismus. Er beherrscht neben seiner Muttersprache Deutsch auch Italienisch, Französisch, Englisch, Russisch, Lateinisch, Griechisch und Portugiesisch.

## Bischof
Am 8. April 2006 wurde Athanasius Schneider von Papst Benedikt XVI. zum Titularbischof von Celerina und zum Weihbischof für das Bistum Karaganda ernannt. Die Bischofsweihe empfing er am 2. Juni 2006 durch Kardinalstaatssekretär Angelo Kardinal Sodano. Mitkonsekratoren waren Erzbischof Józef Wesołowski, Apostolischer Nuntius in Usbekistan, Kasachstan, Tadschikistan und Kirgisistan, sowie Jan Paweł Lenga MIC, Erzbischof von Karaganda in Kasachstan. Seine Bischofsprimiz feierte er am 30. Juli 2006 in der Heimatgemeinde St. Pelagius in der Rottweiler Altstadt. Sein Hirtenstab enthält Christus das Lamm; sein Bischofsring zeigt die Wundertätige Medaille. Bischof Schneider baute in der Diözese Karaganda kleine Gemeinden (Hauskirchen) und Kirchen auf und war gleichzeitig diözesaner Kanzler und Generalvikar. Ebenfalls fungiert er als Sekretär der liturgischen Kommission der russischen Bischofskonferenz.
Er hat die Erlaubnis, die slawisch-byzantinische Liturgie zu feiern. In seinem liturgischen Buch Dominus est kritisiert er die gegenwärtige Praxis der Handkommunion in der katholischen Kirche und plädiert für eine Wiederbelebung der Mundkommunion im Knien. Er war Gast beim internationalen Kongress Treffpunkt Weltkirche 2008 des Hilfswerks Kirche in Not. Bereits im Range eines Weihbischofs war er Verfasser von Texten, die im katholisch-konservativen Onlinemagazin kath.net und dem religiös katholisch-traditionalistischen, politisch rechtsextremen Blog kreuz.net erschienen. Schneiders Stellungnahmen zu verschiedenen kirchlichen und politischen Themen werden regelmäßig auf dem traditionalistischen Blog Katholisches Magazin für Kirche und Kultur von Giuseppe Nardi veröffentlicht.
Weihbischof Schneider und Erzbischof Lenga wurden 2011 von Papst Benedikt XVI. von der Bistumsleitung in Karaganda entpflichtet, Lenga ging mit 60 Jahren in den Ruhestand, Schneider wurde am 5. Februar 2011 als Weihbischof ins Erzbistum der Allerheiligsten Jungfrau Maria zu Astana versetzt. Im Internetportal der katholischen Kirche in Deutschland katholisch.de wird dieser Vorgang als „ungewöhnliche Personalentscheidung“ bezeichnet; Schneider sagte dazu, die Gründe seien ihm nie genannt worden und seien „auch nicht so wichtig“.
Schneider hatte im Mai 2019 zusammen mit Lenga und anderen eine „Erklärung der Wahrheiten in Bezug auf einige der häufigsten Irrtümer im Leben der Kirche unserer Zeit“ unterzeichnet, die als Missbilligung der Amtsführung von Papst Franziskus interpretiert wird; unter anderem kritisieren die Unterzeichner die vom Papst im Katechismus vorgenommene Ächtung der Todesstrafe. Inzwischen hat Lenga in Polen, wo er im Ruhestand lebt, Rede- und Auftrittsverbot seitens der Polnischen Bischofskonferenz, nachdem er Papst Franziskus öffentlich als „Antichrist“ bezeichnet hatte und sich weigert, den von ihm „Thronräuber und Häretiker“ genannten amtierenden Papst im Hochgebet der heiligen Messe wie im Missale Romanum vorgeschrieben zu erwähnen. Dagegen betonte Schneider im Februar 2020 nochmals in einem längeren Aufsatz ausdrücklich, selbst im Fall von Unglauben wäre ein Papst weiterhin legitim im Amt. Am 12. Dezember 2020 unterzeichnete Schneider erneut gemeinsam mit Lenga und weiteren Bischöfen eine Erklärung.
In einem Interview im Juni 2014 gab Schneider seine Ansicht kund, die katholische Kirche befinde sich in der vierten großen Krise seit ihrem Bestehen. Anthropozentrisches Denken spalte seines Erachtens die Kirche, die christozentrisch sei. Liturgie stelle kein Treffen von Freunden dar, sondern habe dem ersten Gebot, nur Gott anzubeten, zu entsprechen; demgemäß sei auch das Leben zu gestalten.
Am 11. Februar 2015 beauftragte der Vatikan Schneider und  Walter Kardinal  Brandmüller zu Visitationen der Priesterseminare der Piusbruderschaft. Schneider besuchte das Priesterseminar Winona (USA) und führte dort u. a. mit dem Generaloberen der Piusbruderschaft, Bernard Fellay, Gespräche über die Autorität des Zweiten Vatikanischen Konzils; zuvor hatte er am 16. Januar 2015 das Seminar der Bruderschaft in Flavigny besucht. Kardinal Brandmüller besuchte das deutsche Priesterseminar in Zaitzkofen. Diese Gespräche standen im Kontext des Annäherungsprozesses und lehrmäßigen Dialogs zwischen der Piusbruderschaft und dem Heiligen Stuhl.
Weihbischof Schneider feiert regelmäßig Pontifikalämter nach der Liturgie von 1962, etwa 2010 und 2011 zum Fest Mariä Namen in der Wiener Karlskirche oder bei verschiedenen Anlässen in Rom sowie 2016 in Altötting und Konstanz, veranstaltet von traditionalistischen Gruppen wie Pro Missa Tridentina oder Initiative katholischer Laien und Priester.
Als Reaktion auf die Veröffentlichung von Amoris Laetitia publizierte Schneider am 31. Dezember 2017 zusammen mit dem Bischof von Astana, Tomasz Peta und dem emeritierten Erzbischof Jan Pawel Lenga eine Erklärung, nach der auch wiederverheiratete Geschiedene nicht zur Kommunion zugelassen werden dürfen. Diese Erklärung wurde später auch durch Erzbischof Carlo Maria Viganò und den emeritierten Erzbischof von Ferrara-Comacchio, Luigi Negri unterschrieben.
2018 erklärte Schneider in einem Beitrag auf kath.net, alle „homosexuellen beziehungsweise lesbischen Akte“ seien „schwer sündhaft“, da „praktizierende und unbußfertige Homosexuelle“ ihr „ewige[s] Seelenheil verlieren“ würden. Katholiken sollten sich mit „Zivilcourage“ gegen CSDs wehren und für das „Seelenheil der bemitleidenswerten Personen“ beten.
Im November 2018 beschränkte das Staatssekretariat des Heiligen Stuhls Schneiders Reisetätigkeit. Künftige Reisen außerhalb des Erzbistums Astana dürfen die kirchenrechtlich auf 30 Tage beschränkte Dauer nicht mehr überschreiten. Schneider gab an, es handle sich nicht um eine kirchliche Sanktion oder einen „Maulkorb“; es gebe keine Verbote und er dürfe im Rahmen des Kirchenrechts weiterhin reisen.

### Gegnerschaft zu Papst Franziskus
Im August 2019 kritisierte Athanasius Schneider den Vatikan scharf – dieser verrate mit dem Dokument über die Brüderlichkeit aller Menschen, das Papst Franziskus in Abu Dhabi unterzeichnet hatte, Jesus Christus als den Retter der Menschheit.
In einem Interview des Domradios des Erzbistums Köln nannte der Theologe Bruno Hünerfeld Athanasius Schneider im November 2019 ausdrücklich als Vertreter einer kleinen Gruppe von Gegnern von Papst Franziskus, von der ein deutliches Potenzial der Kirchenspaltung ausgehe. Hünerfeld sagte: „Die Gegnerschaft von Franziskus ist unglaublich differenziert. Es ist eine kleine Anzahl. [...] Das Potenzial der Spaltung sehe ich auch. Gerade wenn Sie dem kasachischen Weihbischof Athanasius Schneider zuhören, dann haben Sie wirklich den Eindruck, da spricht jemand von der Piusbruderschaft.“ Auch im Internetportal der katholischen Kirche in Deutschland katholisch.de wird Schneider, „der umtriebige Weihbischof des kasachischen Bistums Astana“, im Mai 2020 zur Gruppe der „Kritiker und Gegner des amtierenden Papstes“ gerechnet.
Am 20. Januar 2025 empfing Papst Franziskus Schneider als einen seiner schärfsten innerkirchlichen Kritiker zu einem Gespräch. Weitere Angaben machte der Vatikan zunächst nicht.

### Umdeutung der Corona-Krise und öffentliche Unterstützung von Verschwörungsmythen
Im April 2020 bezeichnete Schneider die COVID-19-Pandemie als „göttliches Eingreifen in die gegenwärtige beispiellose Krise der Kirche“. Staatliche wie kirchliche Maßnahmen nannte er „Hygienediktatur“. Im Februar 2022 vermutete er hingegen hinter der Pandemie ein „Werk des Teufels“; dieses laufe auf einen „neokommunistischen totalitären Weltstaat“ hinaus.
Athanasius Schneider gehört mit anderen Gegnern von Papst Franziskus, darunter Gerhard Ludwig Müller, Carlo Maria Viganò und Jan Paweł Lenga, zu den Unterzeichnern eines Aufrufs vom 7. Mai 2020 mit dem lateinischen Titel Veritas liberabit vos! („Die Wahrheit wird euch befreien“, nach Joh 8,32 ), das auf dem Internetportal katholisch.de der Deutschen Bischofskonferenz als „Konglomerat an Verschwörungsmythen und Pseudowissenschaft“ bezeichnet wird. Darin wird beklagt, dass unter dem Vorwand der Covid-19-Epidemie Rechte und Grundfreiheiten vieler Bürger „unverhältnismäßig und ungerechtfertigt eingeschränkt“ würden; die öffentliche Gesundheit dürfe kein Alibi werden, „um die Zivilbehörden von ihrer Pflicht zu befreien, klug für das Gemeinwohl zu handeln“. In dem Text werden Zweifel an der tatsächlichen Ansteckungsgefahr des Coronavirus geäußert und die Berichterstattung über die Pandemie als „Alarmismus“ bezeichnet. Die ergriffenen Eindämmungsmaßnahmen förderten die Einmischung „fremder Mächte“ mit schwerwiegenden sozialen und politischen Folgen, so der von Schneider mitunterzeichnete Text; „supranationale Einheiten“ mit „unklaren Absichten“ strebten unter Zuhilfenahme einer Corona-Angst die „Schaffung einer Weltregierung“ an.
Der Essener Generalvikar Klaus Pfeffer erklärte, dass sich jeder, der diesen Aufruf unterzeichnet habe, selber entblöße; er sei fassungslos, welche „kruden Verschwörungstheorien ohne Fakten und Belege, verbunden mit einer rechtspopulistischen Kampf-Rhetorik, die beängstigend klingt“, im Namen von Kirche und Christentum verbreitet und von Müller unterstützt würden.
Die Deutsche Bischofskonferenz distanzierte sich am 10. Mai 2020 von der Gruppe der Unterzeichner und erklärte, die Bewertung der Corona-Pandemie durch die Bischofskonferenz unterscheide sich grundlegend von dem veröffentlichten Aufruf. Mehrere deutsche Diözesanbischöfe kritisierten das von Schneider mitunterzeichnete Papier zum Teil scharf. Der Kommunikationschef der Erzdiözese Wien und Sprecher des Wiener Erzbischofs und damaligen Vorsitzenden der Österreichischen Bischofskonferenz Kardinal Christoph Schönborn, Michael Prüller, bezeichnete in der Kirchenzeitung Der Sonntag wesentliche Teile des Aufrufs als „unchristliche Panikmache“. Opposition sei „erlaubt und wichtig“, es sei jedoch „unredlich, eine Verschwörung zu behaupten, ohne die Fakten zu nennen, die man anspricht, und ohne die ‚Kräfte‘ zu definieren, die uns versklaven wollen“. „Ohne einen einzigen Beleg“ werde den „Politikern, Wissenschaftlern, Medienleuten und Bischöfen unterstellt, dass sie nicht verantwortungsbewusst handeln, sondern entweder ahnungslose Handlanger oder vielleicht sogar selber Weltverschwörer sind“. Der in Wien lehrende Theologe Gunter Prüller-Jagenteufel attestierte dem Schreiben eine „zerstörerische Kampfrhetorik“. Er kritisierte auch den Einleitungssatz, wo mit der Formulierung „In einer Zeit schwerster Krise erachten wir Hirten der katholischen Kirche, aufgrund unseres Auftrags, es als unsere heilige Pflicht ...“ offenbar der Eindruck eines offiziellen Kirchendokuments erweckt werden solle. Prüller-Jagenteufel sah darin eine „Hybris“ der bischöflichen Unterzeichner und stellte fest: „Die Hirten der Kirche sind die Ortsbischöfe, die Bischofskonferenzen, der Papst.“

## Publikationen
- Propter Sanctam Ecclesiam Suam: Die Kirche als Geschöpf, Frau und Bau im Bußunterricht des Pastor Hermae (= Studia ephemeridis „Augustinianum“. Band 67). Institutum Patristicum Augustinianum, Rom 1999 (zugleich: Institutum Patristicum Augustinianum, Rom, Dissertation 1997), ISBN 88-7961-030-9.
- Dominus est: Gedanken eines Bischofs aus Zentralasien über die Heilige Kommunion. SJM-Verlag, Neusäß 2008, ISBN 978-3-932426-44-5.
- Corpus Christi: Gedanken über die heilige Kommunion und die Erneuerung der Kirche. SJM-Verlag, Neusäß 2014, ISBN 978-3-940879-33-2.
- Christus Vincit: Christ’s Triumph Over the Darkness of the Age. Angelico Press, Brooklyn NY 2019, ISBN 978-1-62138-489-2.